# Egon Endres (Jurist)

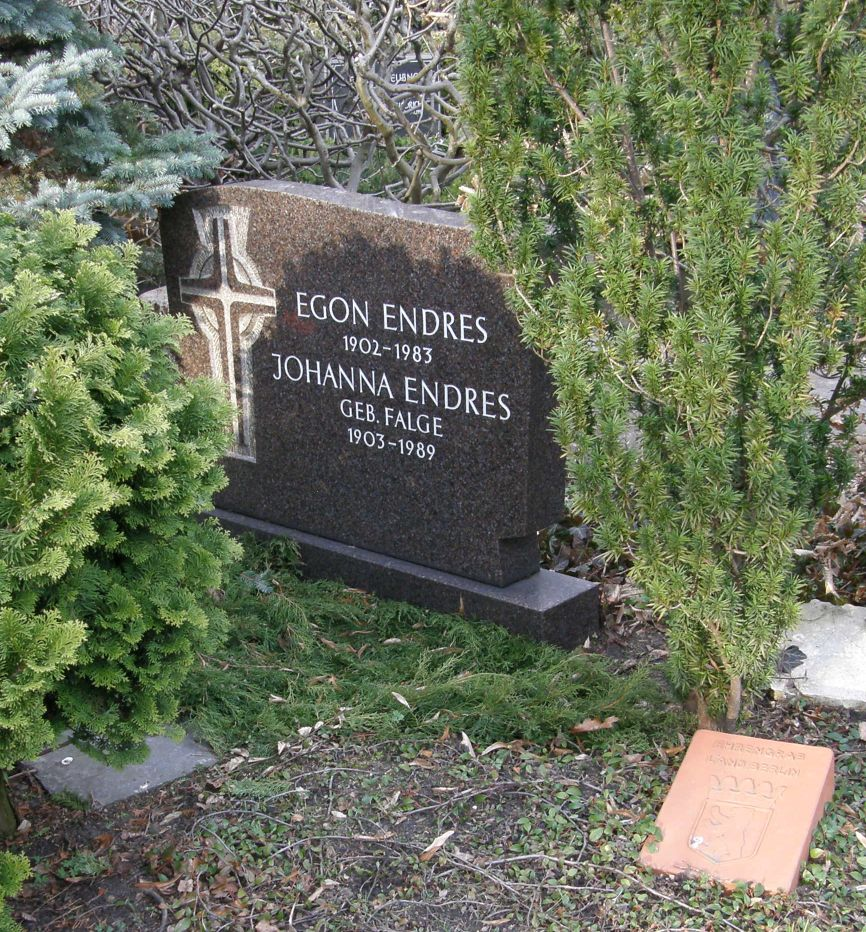
Ehrengrab auf dem Friedhof Dahlem-Dorf

Egon Endres (* 9. September 1902 in Koblenz; † 5. August 1983 in West-Berlin) war ein deutscher Jurist und Politiker (CDU).
Endres studierte Rechtswissenschaft an der Friedrich-Wilhelms-Universität in Berlin. Am 29. Januar 1940 beantragte er die Aufnahme in die NSDAP und wurde zum 1. März desselben Jahres aufgenommen (Mitgliedsnummer 7.550.841). Er wurde Rechtsanwalt und ab 1945 Notar.
1945 wurde Endres Mitbegründer der CDU Berlin. Von 1948 bis 1954 war er Bezirksverordneter im Bezirk Zehlendorf. Mitglied des Abgeordnetenhauses von Berlin war Endres von 1954 bis 1967.
Endres wurde 1973 zum Stadtältesten von Berlin geehrt. Er war Mitglied der katholischen Studentenverbindung KAV Suevia Berlin.